# Anaspis palustris
Anaspis palustris là một loài bọ cánh cứng trong họ Scraptiidae. Loài này được Perroud miêu tả khoa học năm 1864.